# Dacia Supernova
Dacia Supernova, stiliserat SupeRNova, är en mindre personbil tillverkad av den rumänska biltillverkaren Dacia mellan 2000 och 2003. Modellen är en egentligen en förbättrad version av föregångaren Dacia Nova med bland annat motor och drivlina från franska Renault. Supernova var även den första modellen som lanserades efter att Renault köpt upp Dacia 1999.

## Utrustning
Supernova använder både motor och drivlina från Renault, specifikt den 1,4 liters 4-cylindriga ExJ-motorn och den 5-växlade manuella växellådan från den första generationen Renault Clio. Modellen kunde fås utrustad med luftkonditionering, aluminiumfälgar, elektriska fönsterhissar samt kassettbandspelare. Modellen såldes i fem olika utföranden under åren den tillverkades: "Europa", "Comfort", "Rapsodie", den lyxigaste "Clima", samt specialversionen "Campus".

## Galleri

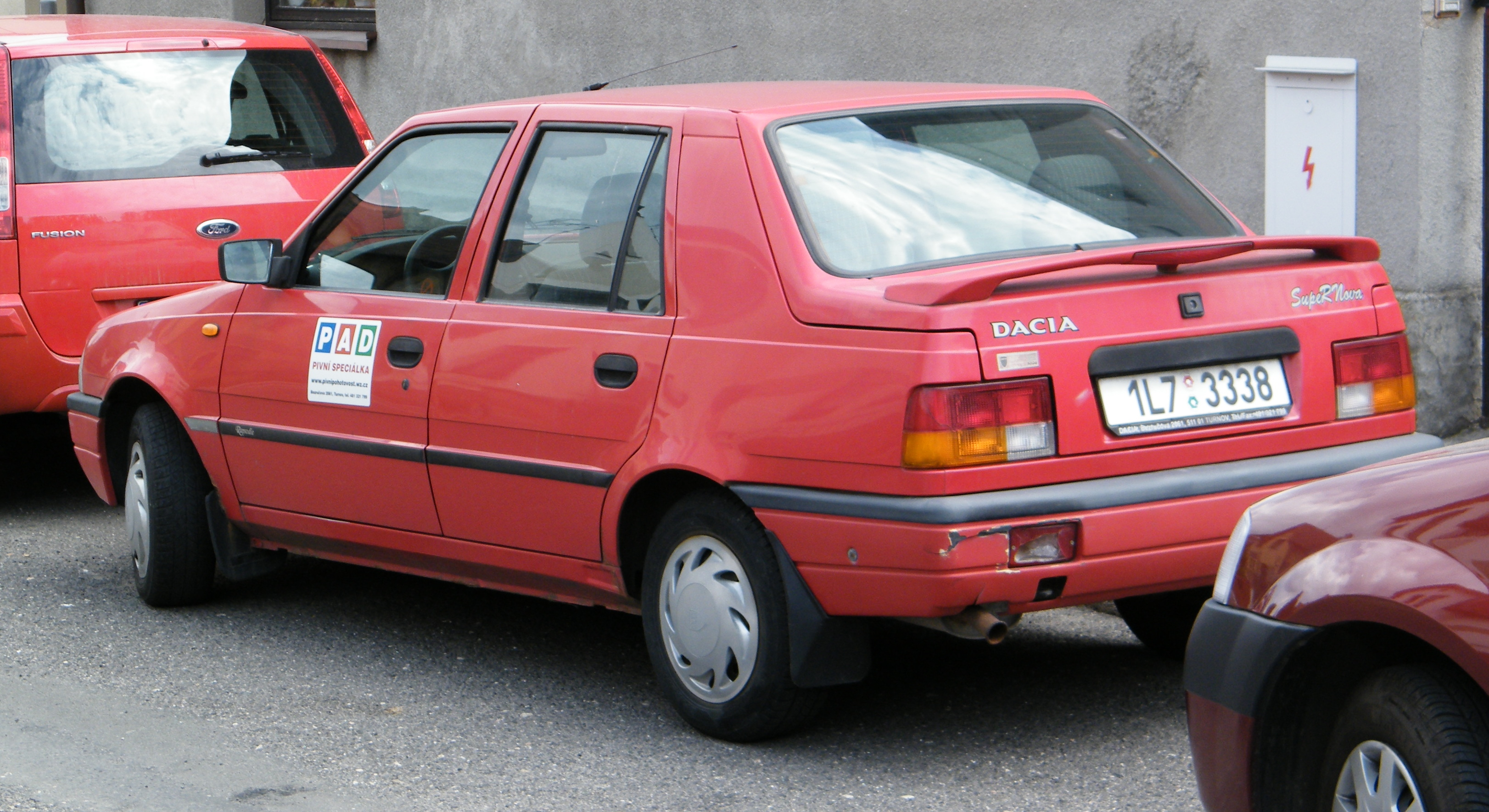
Bakparti.

### Webbkällor
- ”Specifications – Dacia SupeRNova” (på engelska). carfolio.com. https://www.carfolio.com/dacia-supernova-112629?car=112629. Läst 23 februari 2021.